# Майуэ
Майу́э (мап. maihue, «питьевой кувшин») — озеро, находящееся в 138 км к юго-востоку от Вальдивии в области Лос-Риос на юге Чили. Озеро находится в 8,5 км к северу от озера Хуши.

## Описание
Озеро имеет вытянутую форму и площадь 46 км². Его берега крутые, кроме долины, где реки впадают в озеро, там располагается много песчаных берегов. Также там имеется небольшие скрытые пляжи на его берегах, в окружении девственных лесов; в западной части есть пляж с мелкой галькой.
Это озеро ледникового происхождения, в окружении холмов Анд: на востоке находится снег, а на западе открывается узкая долина.
Вода имеет явно сине-зелёный цвет. Температура озера около 6,5 °C в зимнее и 19,5 °C в летнее время.

## Трагедия на озере Майуэ
27 ноября 2005 года во время летней грозы баржа с 32 людьми на борту перевернулась в водах озера Майуэ из-за избыточного веса и ненастной погоды в этом участке озера. Количество жертв трагедии составили 17 человек погибшими и 11 пропавшими без вести, в основном студенты из заведений городов Льифен, Рининаха и Футроно.

## Накопление пемзы в озере Майуэ
В связи с извержением вулкана Пуеуэ в 2011 году Национальная служба по геологии и по использованию недр (Sernageomin) сообщила, что есть значительное количество пемзы, плавающей на поверхности Майуэ, озёр Хишуэ, Грис и Пуеуэ, однако пепел попал в данные озёра не со склонов хребтов Кордильера-Невада.